# Guillermo Cabanellas de Torres
Guillermo Cabanellas de Torres (Melilla, 25 de juny de 1911-Buenos Aires, 13 d'abril de 1983) va ser un historiador, advocat, editor i lexicògraf espanyol que va desenvolupar la seva activitat a Espanya, Paraguai i l'Argentina. Va ser reconegut com a destacat laboralista d'Iberoamèrica.

## Biografia

### Primers anys
Al moment del seu naixement a Melilla el seu pare, el comandant de cavalleria Miguel Cabanellas Ferrer, estava organitzant les primeres forces regulars indígenes al Protectorat espanyol al Marroc.
Guillermo Cabanellas de Torres va obtenir el grau de llicenciat en Dret en la Universitat de Salamanca als 19 anys i el de doctor en Dret en la Universitat Central de Madrid.

### Activitat política a Espanya
Va ser President de l'Associació Professional d'Estudiants de Dret de Madrid, dirigent de la Federació Universitària Escolar, membre fundador de la Unió Federal d'Estudiants Hispans i de la Confederació Internacional d'Estudiants de Dret i va concórrer com a delegat d'Espanya al congrés de la Confederació Internacional d'Estudiants en reunit a Brussel·les en 1930.
Va participar en la fracassada insurrecció de Jaca contra la Dictablanda del general Berenguer i en els moviments populars que van conduir a la proclamació de la Segona República Espanyola el 14 d'abril de 1931.
Durant el govern republicà va exercir els càrrecs de secretari del Govern General de la Guinea Espanyola, de secretari del Jurat Mixt Nacional de Telèfons i el de secretari jurídic de la Delegació Marítima de la província de Múrcia. Així mateix va practicar l'advocacia a Madrid i a Ciudad Real. En 1936 va ser candidat a diputat pel Partit Socialista Obrer Espanyol.
Va contreure matrimoni a Madrid el 16 de juliol de 1936. L'endemà passat, quan una part de l'exèrcit es va aixecar en armes contra el govern republicà, es trobava a Saragossa, on el seu pare, el general Miguel Cabanellas Ferrer, es va unir al moviment i va prendre el poder en aquesta ciutat. Aquesta circumstància va fer que tant Guillermo com la seva esposa quedessin en la zona controlada pels revoltats.
El 24 de juliol es va constituir la Junta de Defensa Nacional i el general Cabanellas Ferrer va assumir la seva presidència. Això no va impedir que comencessin persecucions i amenaces de partidaris dels revoltats contra el seu fill, la qual cosa es va agreujar en assumir el general Franco la Prefectura de l'Estat l'1 d'octubre de 1936. Veient perillar la seva vida, Cabanellas de Torres va escapar amb la seva esposa a França al començament de maig de 1937 i d'allí van viatjar a Montevideo (Uruguai), on van residir sis mesos.

### La seva vida al Paraguai
En 1938 va ser amb la seva esposa a viure a Asunción. Va ingressar en la redacció d' El País i el gener de 1940 va començar a exercir-se com el seu cap de redacció. Va ocupar el mateix càrrec en La Razón. Va col·laborar en diaris i revistes del Paraguai i en les revistes argentines Aquí Está i Leoplán. Va ser col·laborador permanent de La Mañana de Montevideo.
Va cursar novament la carrera d'advocat en la Facultat de Dret de la Universitat Nacional d'Asunción del Paraguai, en la qual va obtenir també el títol de Doctor en Dret i Ciències Socials. La seva tesi doctoral: El Derecho del Trabajo y sus contratos, va consolidar la seva especialització en aquesta branca del Dret que estava en procés de formació.

### Radicació a l'Argentina
En 1944 es va establir a Buenos Aires, l'Argentina, va revalidar els títols universitaris obtinguts a Paraguai i va començar a exercir com a advocat especialitzat en qüestions laborals patrocinant tant a treballadors com a ocupadors, activitat que va prosseguir fins a la seva defunció.

### Docència universitària
En 1960 va ser designat professor titular, per concurs, en la Facultat de Ciències Econòmiques de la Universitat de Buenos Aires en la qual va succeir al jurista socialista Alfredo Lorenzo Palacios al capdavant de les càtedres de Política Laboral i Social (1962-70) i de Dret del Treball (1960-70). També va ser professor titular de Dret del Treball de la Universitat del Salvador de Buenos Aires i professor emèrit i degà del Departament de Treball de la Universidad Argentina John F. Kennedy de Buenos Aires.
Cabanellas va obtenir designacions fora de l'Argentina, com a professor extraordinari de Dret del Treball de les Universitats Boliviana de San Francisco Xavier, de Chuquisaca. Central de l'Equador i Autònoma de Santo Domingo (República Dominicana). També va ser professor honorari de les Universitats Mare i Mestra de Santiago dels Cavallers i Universitat Nacional Pedro Henríquez Ureña de Santo Domingo (República Dominicana); Sant Martí de Porres, de Lima (Perú); Catòlica Santa María, de Arequipa (Perú) i Santa María de Caracas (Veneçuela.

### Activitat com iuslaboralista
Va actuar com conjuez de la Suprema Cort de Justícia de Buenos Aires (Argentina) durant diversos períodes i va integrar el consell de direcció de la publicació Gaceta del Trabajo dedicada al Dret Laboral.
Va ser organitzador i participant de nombrosos congressos, cursos i conferències de l'especialitat laboral a l'Argentina i fora d'ella.
Va ser membre fundador de l'Associació Argentina de Dret del Treball i de la Seguretat Social en 1957 i de l'Associació Iberoamericana de Dret del Treball en 1975.
Actualment (2007) porta el seu nom una associació conformada per experts de tota Iberoamèrica, dedicats a la recerca, l'estudi i la difusió de les disciplines del Dret del Treball i de la Seguretat Social.

### Editor i escriptor
A l'Argentina Cabanellas de Torres va desenvolupar la major part de la seva obra. Va fundar l'Editorial Heliasta i després va adquirir la prestigiosa Editorial Claridad. Gaudia de la seva activitat com a editor i s'enorgullia de la factura tècnica dels llibres que editava amb la seva supervisió directa i personal.
Va escriure el Tratado de Derecho Laboral en quatre toms que després va portar a deu volums en la segona edició, convertint-la en l'obra més extensa escrita sobre la matèria per un sol autor. Havia comprovat que en alguns països d'Iberoamèrica era difícil editar llibres de temes jurídics referits a la legislació local perquè la seva demanda no era suficient per a sustentar tals edicions. És així que en aquest tractat Cabanellas va fer un enfocament nou, ja que no es va limitar al Dret argentí sinó que en cada tema va incloure la legislació comparada dels països iberoamericans, la qual cosa és una de les raons de la gran difusió i influència de l'obra a Llatinoamèrica. Una altra de les seves obres sovint citada a la regió és el Diccionario enciclopédico de derecho usual, del qual es va realitzar en 2003 vint-i-cinquena edició.

### Les seves idees
Guillermo Cabanellas de Torres estava identificat amb el moviment republicà espanyol. A l'Argentina va reprendre la seva amistat amb personalitats republicanes com Leandro Pita Romero i Niceto Alcalá Zamora, el primer president de la Segona República Espanyola. En l'exili va mantenir la seva nacionalitat espanyola i un profund amor per la seva pàtria de naixement. Iberoamèrica, regió que va recórrer en nombrosos viatges, era una segona pàtria i a l'Argentina la va considerar el lloc de la seva radicació definitiva.
Cal assenyalar que Cabanellas de Torres unia els seus coneixements de la teoria del Dret a l'experiència pràctica de l'exercici personal de l'activitat d'advocat. Potser per això insistia en la importància que a la regió tenien els òrgans administratius i judicials encarregats de l'aplicació de les lleis, ja que si per corrupció o falta de mitjans ells no eren eficaços, resultava inútil que se sancionés una legislació que protegís àmpliament els drets dels treballadors.
Cabanellas de Torres mai es va abstenir d'expressar les seves opinions encara que això li ocasionés crítiques o resistències. Afirmava que la legislació sindical argentina quant a les preferències que concedia als sindicats amb personeria gremial (vigents encara avui en 2015) violava el conveni n. 87 de l'Organització Internacional del Treball i que l'absència d'un sistema sindical democràtic afavoria la corrupció, portava als sindicats a apartar-se de les seves finalitats específiques i en definitiva perjudicava directament els treballadors.

### L'historiador
Durant la seva estada al Paraguai Cabanellas de Torres va escriure una biografia del doctor José Gaspar Rodríguez de Francia, dictador d'aquest país i, ja a l'Argentina, va escriure dos llibres sobre la guerra civil espanyola: La guerra de los mil días i Cuatro generales, totes dues en dos volums, considerades pel mateix autor com l'"obra d'un protagonista o de qui ha estat massa prop de la tragèdia per a enfocar-la amb la serenitat que a l'investigador se li exigeix o amb la minuciositat de detalls que deu".

### La seva defunció
Guillermo Cabanellas de Torres va morir en plena activitat a Buenos Aires mentre es desenvolupava el VIII Congrés Iberoamericà i VII Congrés Nacional de Dret del Treball i de la Seguretat Social del qual era vicepresident. Estava casat amb Carmen de les Cuevas amb qui va tenir dos fills, tots dos advocats: Ana María Cabanellas de las Cuevas, que va passar a dirigir les editorials, i Guillermo Cabanellas de las Cuevas, autor de diverses obres jurídiques. També va tenir una filla, fruit de les seves relacions amb Cristina Lacal Duvos, anomenada María del Carmen, nascuda el 14 de juliol de 1936.

## Obres
- Esclavos. Notas sobre el África Negra.  Valencia: Ediciones Cuadernos de Cultura, 1933.
- La revolución social.  Madrid: Ediciones Índice, 1933.
- Enjuiciamiento en los Jurados Mixtos.  Madrid: Editorial Castro, 1933.
- Militarismo, Militaradas. Acotaciones sobre la historia político-militar de España.  Madrid: Editorial Castro., 1934.
- (en colaboración con Emilio Cabanellas) Aborto médico-jurídico-social,.  Valencia: Ediciones Orto, 1934.
- Defensa ante el Consejo de Guerra.  Ciudad Real: edición del autor, 1935.
- (en colaboración con Emilio Cabanellas) El instinto y el sexo.  Madrid: Editorial Castro, 1936.
- Los caminos y los pueblos.  Asunción del Paraguay: Edición de la Oficina de Prensa y Propaganda del Ministerio de Gobierno y Trabajo del Paraguay, 1940.
- (con el seudónimo de William C. Towers) La selva siempre triunfa.  Buenos Aires: Editorial Ayacucho, 1944.
- El dictador del Paraguay, Dr. Francia.  Buenos Aires: Editorial Claridad, 1944.
- El Derecho del Trabajo y sus contratos.  Buenos Aires: Editorial Mundo Atlántico, 1945.
- Los fundamentos del Nuevo Derecho.  Buenos Aires: Editorial Americalee, 1945.
- Proa al exilio.  Buenos Aires: Editorial Atalaya, 1945.
- Diccionario de Derecho Usual.  Buenos Aires: Editorial Atalaya, 1946.
- (en colaboración con Eugenio Pérez Botija) Derecho Constitucional Laboral.  Madrid: Editorial Tecnos, 1958.
- Repertorio jurídico de locuciones, máximas y aforismos latinos y castellanos.  Buenos Aires: Bibliográfica Omeba, 1959.
- Tratado de Derecho Laboral (diez vols. segunda edición).  Buenos Aires: Ed. Bibliográfica Omeba, 1963. ISBN 950-906-556-7.
- Diccionario militar. Aeronáutico, naval y terrestre.  Buenos Aires: Bibliográfica Omeba, 1963. ISBN 978-950-620-000-9.
- Compendio de Derecho Laboral.  Buenos Aires: Bibliográfica Omeba, 1968.
- La guerra de los mil días.  Buenos Aires: Editorial Grijalbo, 1973.
- El confín de la esperanza.  Buenos Aires: Editorial Heliasta, 1975.
- Cuatro generales.  Barcelona: Editorial Planeta, colección Espejo de España, 1977.
- La Guerra Civil y la victoria.  Madrid: Editorial Tebas, 1978.
- Diccionario de Derecho Laboral.  Buenos Aires: Editorial Heliasta, 1999. ISBN 978-950-885-024-8.
- Repertorio jurídico. Principios generales del derecho, locuciones, máximas y aforismos latinos y castellanos.  Buenos Aires : Editorial Heliasta 4ª edición, 2003. ISBN 978-950-9065-87-0.
- Diccionario enciclopédico de derecho usual (8 tomos, 25ª edición,).  Buenos Aires: Editorial Heliasta, 2003. ISBN 978-950-9065-65-9.
- Diccionario jurídico elemental, 18ª edición.  Buenos Aires: Editorial Heliasta, 2006. ISBN 978-950-885-058-4.
- Tratado de política laboral y social (3 tomos, 2ª edición).  Buenos Aires: Editorial Heliasta, 2006. ISBN 978-950-9065-18-8.